# HMIS Sind (K274)
HMIS Sind (K274) je bila korveta izboljšanega razreda Flower, ki je med drugo svetovno vojno plula pod zastavo Kraljeve indijske vojne mornarice.

## Zgodovina
Kraljeva vojna mornarica je 24. avgusta 1945 predala korveto HMS Betony (K274) Britanski Indiji, ki pa jo je vrnila že 17. maja 1946.